# زولتسباخ-لاوفن
زولتسباخ-لاوفن (به آلمانی: Sulzbach-Laufen) یک شهر در آلمان است که در شوبیش هال واقع شده‌است.